# جيرارد فالنتين
جيرارد فالنتين (بالإسبانية: Gerard Valentín Sancho) هو لاعب كرة قدم إسباني في مركز الدفاع، ولد في 28 يوليو 1993 في أفينيونيت دي بويغ فينتوس في إسبانيا. لعب مع خيمناستيك طركونة وديبورتيفو لاكورونيا.

## وصلات خارجية
- جيرارد فالنتين على موقع قاعدة بيانات كرة القدم.إي يو (الإنجليزية)
- جيرارد فالنتين على موقع Soccerway.com (الإنجليزية)
- جيرارد فالنتين على موقع AS.com (الإسبانية)